# Didier Bouillard
Pour les articles homonymes, voir Bouillard.
Didier Bouillard, né le 3 janvier 1964, est un skipper français.

## Biographie
Après avoir obtenu son diplôme d'ingénieur de l'École nationale des ponts et chaussées, Didier Bouillard a fait carrière comme directeur dans l'industrie de l'édition de logiciels financiers (notamment chez Ubitrade, Capital Fund Management, Sungard, Ullink)
Parallèlement à ces activités professionnelles, il a consacré son temps libre à sa passion pour la voile entre 2005 et 2013.

## Palmarès
- 2005 : 9e de la Transmanche en Double - 30e du Tour de Bretagne à la voile - 25e de la Route du Ponant - 5e de la Transquadra St Nazaire Madère
- 2006 : 24e de la Course des Falaises - 3e de la Transmanche en Double - 20e de la Vakko Cannes Istanbul - 15e du National Equipages en Figaro 2
- 2007 : 15e de la Solitaire de Concarneau - 5e de la Solitaire Les Sables - 44e de la Solitaire du Figaro[1] - 19e de la Finale Championnat de France de Course au Large en Solitaire
- 2008 : 17e de la Solitaire Les Sables - 40e de la Solitaire du Figaro[1]
- 2009 : 21e de la Solo Concarneau - 40e de la Solitaire du Figaro[1]
- 2010 : 14e de la Solo Les Sables - 17e Solo Port de France - 42e de la Solitaire du Figaro
- 2011 : 18e Transmanche en double - 21e de la Quiberon Solo
- 2012 : 17e de la Solo Concarneau - 28e de la Solitaire du Figaro
- 2013 : 37e de la Solitaire du Figaro - 9e de la Rolex Fastnet (Figaro Class) - 24e du Tour de Bretagne en Double